# پاتریک دونوگو
پاتریک دونوگو (انگلیسی: Patrick Donoghue؛ زادهٔ) بازیکن فوتبال است.
از باشگاه‌هایی که در آن بازی کرده‌است می‌توان به باشگاه فوتبال میلوال، باشگاه فوتبال پورت ویل، و باشگاه فوتبال سلتیک اشاره کرد.